# Soye (Mali)
Soye è un comune rurale del Mali facente parte del circondario di Mopti, nella regione omonima.
Il comune è composto da 26 nuclei abitati:
- Dankoussa
- Djeme
- Doubena
- Koumetaka
- Megou
- Moupa Kabio
- Sahona
- Sanguira
- Sare Balla
- Sare Beydari
- Sare Coura
- Sare Dina
- Sare Heyre

- Sare Ibbe
- Seguera
- Singa
- Songopa Ouro Hamadi
- Songopa Ouro Mayo
- Sorguere
- Soye
- Taga
- Teke
- Teketia
- Tondougou
- Toumaye
- Toumoura